# Meg Ryan
Margaret Mary Emily Anne Hyra, mais conhecida como Meg Ryan (Fairfield, 19 de novembro de 1961), é uma atriz estadunidense.

## Biografia
Estudou jornalismo na Universidade de Nova York (1979) e para ganhar um dinheiro extra atuava em comerciais para a televisão. Ao se cadastrar no sindicato de atores, trocou o Hyra de seu nome de batismo pelo sobrenome da avó, Ryan. De 1982 a 1984 atuou na série diária As the World Turns.
Após atuar em telefilmes e em pequenos papéis no cinema, estourou no principal papel feminino da comédia romântica Harry e Sally, feitos um para o outro, ao lado de Billy Crystal. O sucesso deste filme fez com que ficasse marcada para papéis dos gênero comédia leve e romântica.
Fez várias tentativas para fugir deste estereótipo, o que conseguiu ao interpretar uma alcoólatra em Quando um homem ama uma mulher e uma militar morta em combate em Coragem sob Fogo.
Também emprestou sua voz aos personagens de desenhos animados como Anastasia e Capitão Planeta.
Seu par mais constante no cinema é Tom Hanks e muitos críticos comparam a empatia entre os dois com a do casal  Katharine Hepburn e Spencer Tracy.  No entanto, ao contrário destes, Ryan e Hanks mantiveram uma parceria apenas profissional.
Meg Ryan casou com o ator Dennis Quaid, em 1991, após atuar em dois filmes ao lado dele. Meg somente casou com Quaid após ele se afastar das bebidas e das drogas. Tiveram um filho, Jack Quaid, e se divorciaram em 2001. Em entrevista, Meg negou que a causa da separação tenha sido um romance dela com o ator Russel Crowe, com quem contracenou em Proof of Life.
Em 2006, adotou uma criança chinesa chamada Daisy.

## Filmografia
| Ano  | Título                   | Personagem                                |
| ---- | ------------------------ | ----------------------------------------- |
| 1981 | Rich and Famous          | Debbie                                    |
| 1981 | Amy and the Angel (TV)   | Denise                                    |
| 1983 | Amityville 3-D           | Lisa                                      |
| 1986 | Armed and Dangerous      | Maggie Cavannaugh                         |
| 1986 | Top Gun                  | Carole Bradshaw                           |
| 1987 | Innerspace               | Lydia Maxwell                             |
| 1988 | Promised Land            | Beverly Sykes (Bev)                       |
| 1988 | The Presidio             | Donna Caldwell                            |
| 1988 | D.O.A.                   | Sydney Fueller                            |
| 1989 | When Harry Met Sally...  | Sally Albright                            |
| 1990 | Joe Versus the Volcano   | Dee Dee/ Angelica and Patricia Granaymore |
| 1991 | The Doors                | Pamela Courson                            |
| 1992 | Prelude to a Kiss        | Rita Boyle                                |
| 1993 | Sintonia de Amor         | Annie Reed                                |
| 1993 | Flesh and Bone           | Kay Davies                                |
| 1994 | When a Man Loves a Woman | Alice Green                               |
| 1994 | I.Q.                     | Catherine Boyd                            |
| 1995 | French Kiss              | Kate                                      |
| 1995 | Restoration              |                                           |
| 1996 | Courage Under Fire       | capitã Karen Emma Walden                  |
| 1997 | Addicted to love         | Maggie                                    |
| 1997 | Anastasia                | Anastasia adulta (voz)                    |
| 1998 | Cidade dos Anjos         | Maggie Rice                               |
| 1998 | Hurlyburly               | Bonnie                                    |
| 1998 | You've Got Mail          | Kathleen Kelly                            |
| 2000 | Hanging Up               |                                           |
| 2000 | Proof of Life            | Alice Bowmann                             |
| 2001 | Kate & Leopold           | Kate McKay                                |
| 2003 | Em carne viva            | Frannie Avery                             |
| 2004 | Against the Ropes        | Jackeline Kallen                          |
| 2007 | In the Land of Women     | Sarah Hardwicke                           |
| 2008 | Atraídos pela Fama       | Deidre Haines                             |
| 2008 | The Women                | Louise                                    |
| 2008 | My Mom's New Boyfriend   | Martha "Marty" Durand                     |
| 2009 | Serious Moonlight        |                                           |
| 2012 | Lives of the Saints      |                                           |

## Premiações
- 3 indicações ao Globo de Ouro de Melhor Atriz - Comédia/Musical, por Harry e Sally - Feitos Um Para o Outro (1989), Sintonia de Amor (1993) e Mensagem pra Você (1998).
- 1 Indicação ao Independent Spirit Awards de Melhor Atriz, por Terra Prometida (1988).
- 2 indicações ao MTV Movie Awards de Melhor Atriz, por Sintonia de Amor (1993) e Quando um Homem Ama uma Mulher (1994).
- 2 indicações ao MTV Movie Awards de Melhor Dupla, por Sintonia de Amor (1993) e Cidade dos Anjos (1998).